# Exton (Somerset)
Pour les articles homonymes, voir Exton.
Exton est une paroisse civile et un village du Somerset, en Angleterre.